# Psycorsonica
Psycorsonica è il sesto album del gruppo italiano Ritmo Tribale, uscito il 28 settembre 1995.

## Il disco
È l'ultimo album a cui partecipa come cantante del gruppo Stefano Edda Rampoldi.
Pycorsonica è stato registrato e mixato presso Jungle Sound Recording (MI). Il tutto è stato masterizzato a 20 bit presso Profile (MI).

## Tracce
1. Oceano – 3:21
2. Base luna – 3:27
3. Yamuna – 4:05
4. Nessuna scusa – 4:07
5. Psycho – 4:11
6. Disincentivato – 2:16
7. 2 milioni – 4:31
8. Invisibile – 3:10
9. Jesus – 3:28
10. 12 linee – 3:56
11. Assorbimi – 4:00
12. Spazi autogestiti – 3:58
13. Universo – 4:23

## Formazione
- Stefano "Edda" Rampoldi - voce
- Andrea Scaglia - chitarra, voce
- Fabrizio Rioda - chitarra ritmica
- Andrea "Briegel" Filipazzi - basso
- Luca "Talia" Accardi - tastiere
- Alex Marcheschi - batteria

### Crediti
- Antonio Baglio - mastered
- Claudio Giussani - assistente di studio
- Giorgio Scola - fotografia
- Andrea Scaglia, Fabrizio Rioda - produzione
- Pier Roncato - assistente di registrazione
- Fabio "Magister" Magistrali - registrazione e mixing
- Marco Dal Lago - tecnico